# Hexen hexen (2020)
Hexen hexen (Originaltitel: The Witches) ist eine Neuverfilmung des Fantasyromans Hexen hexen von Roald Dahl durch Regisseur Robert Zemeckis. Der Film erschien im Oktober 2020 in Deutschland und den Vereinigten Staaten und ist nach Hexen hexen von 1990 die zweite Verfilmung des Romans.

## Handlung
Die Handlung lehnt sich eng an die Verfilmung von 1990 an, mit dem Unterschied, dass die Handlungszeit in die USA von 1969 versetzt wurde und Elemente der damals vorherrschenden Rassentrennung mit aufnimmt.

## Produktion
Bereits im Dezember 2008 gab Guillermo del Toro bekannt, an einem Stop-Motion-Film zu einer Neuadaption von Roald Dahls 1987 erschienenem Werk Hexen hexen zu arbeiten. Allerdings blieb es anschließend um das Projekt ruhig, bis schließlich im Juni 2018 bekannt wurde, dass Robert Zemeckis an einer Neuadaption zum Roman arbeitet. Dabei wurde bekanntgegeben, dass Zemeckis als Produzent, Drehbuchautor und Regisseur vorgesehen ist. Neben Zemeckis wirkt auch Kenya Barris als Drehbuchautor mit. Ferner blieb auch del Toro gemeinsam mit Alfonso Cuarón und Zemeckis als Produzent involviert.
Im Gegensatz zur Filmversion von 1990 wollte sich Zemeckis näher an die Literaturvorlage halten. Dennoch kam es zu einer Änderung des Filmsettings: Anstatt im England der 1980er Jahre findet der Film nun in Alabama im Jahr 1969 statt. Der Protagonist wird durch einen Afroamerikaner verkörpert, während er in der Literaturvorlage norwegische Vorfahren hat und aus England kommt. Ferner wurde im Januar 2019 Anne Hathaway in der Rolle der Grand High Witch besetzt und im Folgemonat wurde bekannt gegeben, dass auch Octavia Spencer, Jahzir Bruno und Codie-Lei Eastick Filmrollen in The Witches erhalten haben.
Am 30. Januar 2019 gab Warner Bros. zunächst bekannt, dass The Witches am 16. Oktober 2020 in den Kinos erscheinen wird. Die Dreharbeiten begannen schließlich am 8. Mai 2019. Diese fanden neben Alabama auch in Georgia sowie in den Studios von Warner Bros. in Leavesden im englischen Hertfordshire statt. Kurz vor Ende der Dreharbeiten wurde dort am 19. Juni 2019 einem Darsteller in den Hals gestochen. Das Ende der Dreharbeiten wurde für den 25. Juni 2019 angesetzt.

### Synchronisation
Die deutsche Synchronfassung entstand bei der RC Production Kunze & Wunder GmbH & Co. KG, Berlin. Sven Hasper schrieb das Dialogbuch und führte Regie.
| Rolle                         | Schauspieler        | Sprecher           |
| ----------------------------- | ------------------- | ------------------ |
| Große Oberhexe                | Anne Hathaway       | Marie Bierstedt    |
| Charlie Hansen                | Jahzir Kadeem Bruno | Kian Weichert      |
| Großmutter                    | Octavia Spencer     | Martina Treger     |
| Mr. Stringer                  | Stanley Tucci       | Lutz Mackensy      |
| Erzähler (Stimme aus dem Off) | Chris Rock          | Oliver Rohrbeck    |
| Bruno Jenkins                 | Codie-Lei Eastwick  | Emil Graf          |
| Mr. Jenkins                   | Charles Edwards     | Viktor Neumann     |
| Mrs. Jenkins                  | Morgana Robinson    | Irina von Bentheim |

## Rezeption

### Kritiken
Henrike Kolletzki schrieb für den Rolling Stone, die Neuverfilmung des Fantasy-Klassikers strotze vor schlichten Gags, schillernden Szenerien und irritierenden Special Effects – doch selbst die könnten die antisemitischen Klischees (Mimikry-Kleidung, große Nasen, Verschwörungsmotive um Geld, Macht und Ritualmorde an Kindern), die sich plakativ durch die Geschichte zögen, nicht kaschieren. Zemeckis habe den Hexen einen Akzent verliehen, der wie ein Konglomerat osteuropäischer Sprachen und Jiddisch klinge. Außerdem hielt sie Dahl und damit auch dem Film misogyne Tendenzen vor.
Rachel Golkin kommt hingegen auf Hey Alma zu dem Schluss, dass Zemeckis Adaption des Originals von Roald Dahl eben diese antisemitischen Stereotype entfernt habe, was am Ende trotz großartiger Darsteller lediglich einen mittelmäßigen Film übriggelassen habe. Immerhin hätte sich aber Roald Dahl über diesen Film geärgert, weil damit heutigen Kindern seine antisemitischen Codes nicht länger übermittelt würden.

### Auszeichnungen
Deutscher Synchronpreis 2021
- Gewonnen in der Sparte „Beste Komödie“[16]

Goldene Himbeere 2021
- Nominierung als Schlechteste Schauspielerin (Anne Hathaway, auch für Das Letzte, was er wollte)[17]

NAACP Image Awards 2021
- Nominierung für die Beste Breakthrough Performance (Jahzir Bruno)
- Nominierung für die Beste Voiceover-Darbeitung (Chris Rock)[18]

Nickelodeon Kids’ Choice Awards 2021
- Nominierung als Beste Schauspielerin (Anne Hathaway)[19]

Saturn-Award-Verleihung 2021
- Nominierung als Bester Fantasyfilm

Set Decorators of America Awards 2021
- Nominierung für das Beste Szenenbild in einem Science-Fiction- oder Fantasyfilm (Rafaella Giovannetti & Gary Freeman)[20]

VES Awards 2021
- Nominierung für die Besten visuellen Effekte in einem Realfilm
- Nominierung als Beste animierte Figur in einem Realfilm („Daisy“)
- Nominierung für das Beste Modell in einem Real- oder Animationsfilm („Rollercoaster“)[21]